# Epiplema restricta
Epiplema restricta är en fjärilsart som beskrevs av George Francis Hampson. Epiplema restricta ingår i släktet Epiplema och familjen Uraniidae. Inga underarter finns listade i Catalogue of Life.